# Misol-Ha
Misol-Ha es una cascada ubicada en Chiapas (México).

## Toponimia

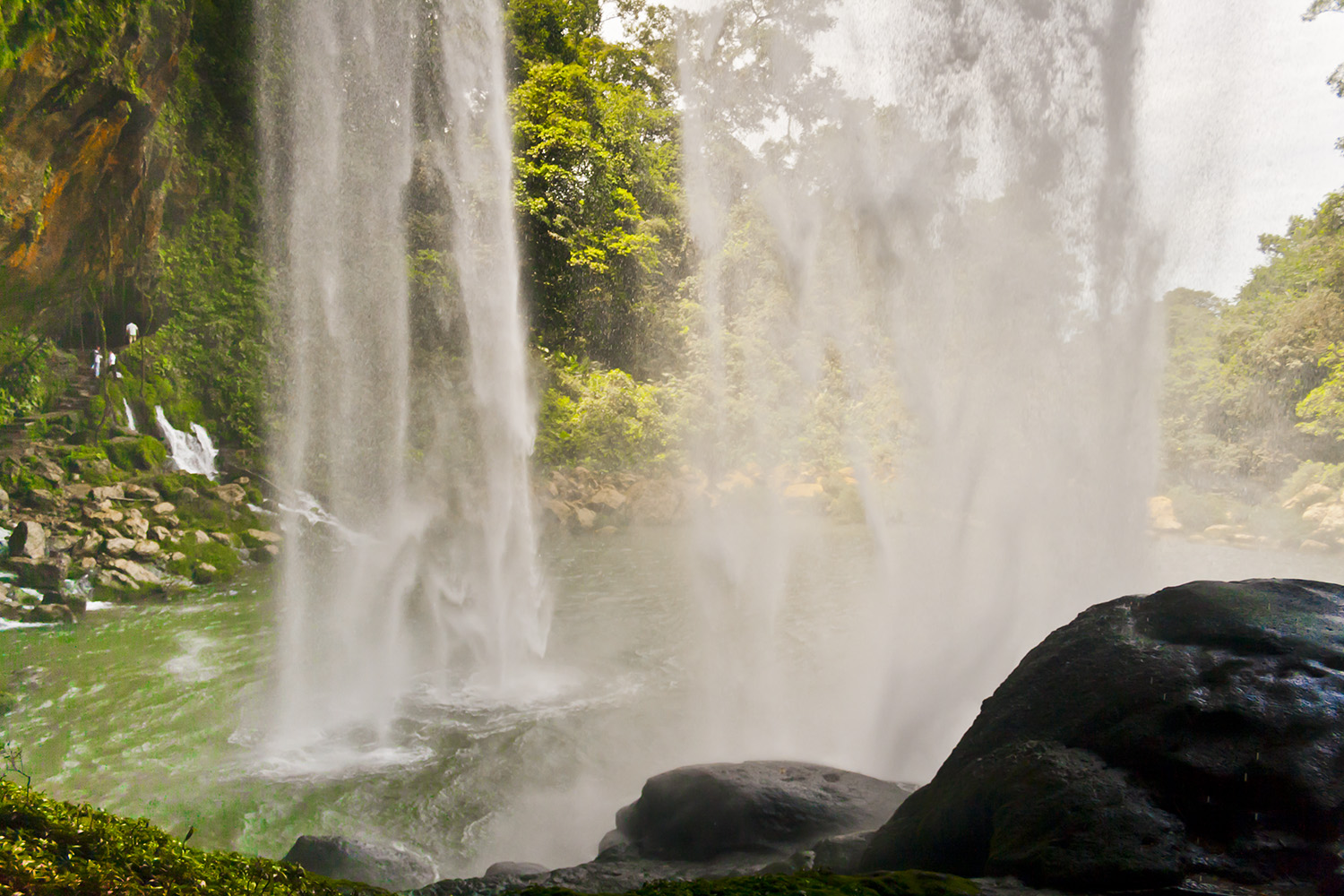
Vista posterior.

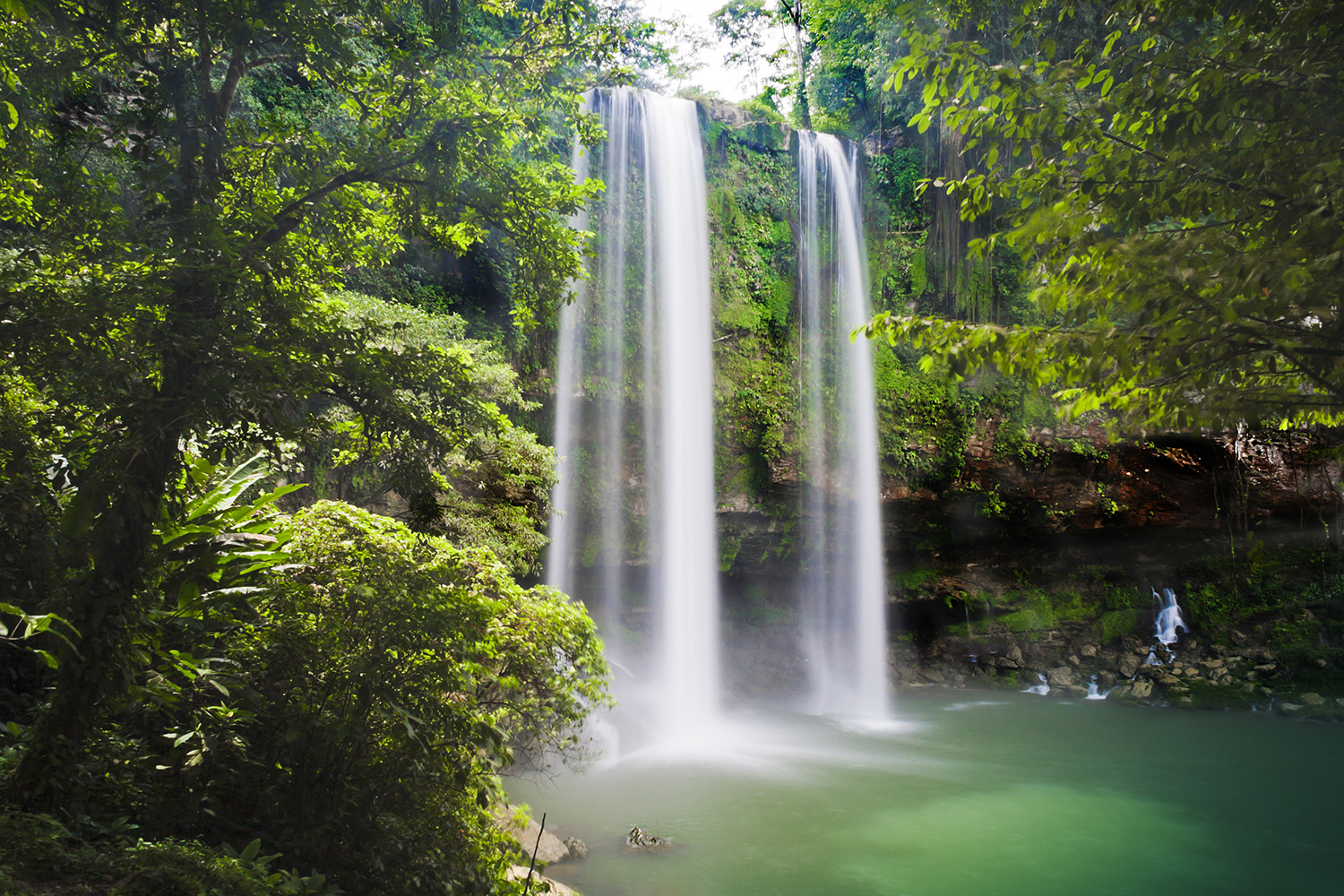

Misol-ha proviene del vocablo cho´l que significa "agua que barre", proviene de há (agua) y misol (palma de la que se hace escoba para barrer).

## Descripción
Esta cascada se encuentra en el Ejido San Miguel, Municipio de Salto de Agua y por su belleza cada vez se ha incrementado el número de sus visitantes nacionales y extranjeros.
Para llegar a ella se usa la cabecera municipal Salto de Agua y tomar transporte de pasajeros hacia Palenque.
Como resultado de la precipitación de un río por un cantil de rocas calcáreas, se encuentra esta hermosa cascada de aproximadamente 30 m de altura, que al caer, forma una amplia poza en la que es posible, con precaución, practicar la natación. Este refrescante y hermoso paraje, se encuentra en un típico ejemplo de la selva tropical alta de la sierra chiapaneca, y en medio de una rica vegetación compuesta por altos ejemplares de caobas, chicozapotes y palos de agua. El lugar funciona como parque turístico administrado bajo una cooperativa ejidal compuesta por pobladores locales, cuenta con discretos servicios, entre ellos, restaurante y de hospedaje en agradables cabañas rústicas.

## Actividades
Por su agradable entorno natural y por la facilidad de su acceso, este atractivo tiene todos los elementos para realizar actividades ecoturísticas. Puede además ser la base para visitar otros puntos de interés dentro de la misma región, como son las zonas arqueológicas de Palenque y Toniná, así como las bellísimas y espectaculares Cascadas de Agua Azul.

## Filmación de película
Depredador (Predator) es una franquicia de películas muy famosa entre todos los amantes de la ciencia ficción, desde su aparición en 1987, el popular personaje conocido como Depredador ha impactado a generaciones gracias a su trama y escenas tan bien logradas.
Esta película narra las aventuras de un grupo de soldados americanos que se aventura en Sudamérica para rescatar a un compañero suyo que ha caído rehén de las tropas enemigas, sin embargo, en su odisea aparece un visitante de otro planeta el cual comienza a cazar a los miembros del equipo uno por uno.
Depredador está protagonizada por Arnold Schwarzenegger (COMANDO) y filmada en diversas localidades, siendo las principales la selva de Palenque y la cascadas de Misol-Ha.

## Recomendaciones
Es conveniente utilizar indumentaria fresca y cómoda pues normalmente el clima es caluroso.
Cuenta con servicio de cabañas, si usted piensa hospedarse en las cabañas, le sugerimos reservar con anticipación.